# Новоселки (Жарковский район)
Новоселки — посёлок в Жарковском районе Тверской области. Административный центр Новосёлковского сельского поселения.

## История
Но топографической карте РККА 1941 года обозначена деревня Новоселье. Имела 10 дворов.
По состоянию на 1997 год в посёлке имелось 181 хозяйство и проживало 340 человек. В Новоселках находились администрация сельского округа округа, правления Дубоцкого и Межевского лесничеств, неполная средняя школа, детский сад, клуб, участковая больница, отделение связи, магазины.

## География
Расположение
Посёлок расположен на юго-западе района, в 40 километрах к западу от районного центра, посёлка Жарковский. Находится на левом берегу реки Межа.
Часовой пояс
Посёлок Новоселки, как и вся Тверская область находится в часовой зоне МСК (московское время). Смещение применяемого времени относительно UTC составляет +3:00.

## Улицы
Уличная сеть посёлка представлена семью улицами и тремя переулками:
- переулок Гаражный

- улица Набережная
- улица Новая
- улица Октябрская
- переулок Октябрьский
- улица Первомайская
- улица Пионерская
- переулок Пионерский
- улица Железнодорожная
- улица Комсомольская

## Население
| 2010 |
| ---- |
| 239  |

Национальный состав
Согласно результатам переписи 2002 года, в национальной структуре населения русские составляли 99 % от жителей.